# رالوتسی
رالوتسی (به بلغاری: Ralevtsi) یک منطقهٔ مسکونی در بلغارستان است که در تریاونا واقع شده‌است.